# Coenosia xanthopoda
Coenosia xanthopoda este o specie de muște din genul Coenosia, familia Muscidae. A fost descrisă pentru prima dată de Albuquerque în anul 1956. Conform Catalogue of Life specia Coenosia xanthopoda nu are subspecii cunoscute.